# سكر مختزل

الصورة المختزلة للغلوكوز

السكر المختزل هو أي سكر يحتوي على مجموعة ألديهيد أو يكون قادرا على تكوين مجموعة الألديهيد في المحلول عن طريق التصاوغ. تسمح مجموعة الألديهيد الوظيفية للسكر أن يعمل كعامل مختزل، على سبيل المثال اختبار تولنز أو كاشف بندكت أو تفاعل ميلارد وهي مهمة في إعطاء اللون البني للعديد من الأطعمة.
جميع السكريات الأحادية (مثل الجلكوز والفركتوز) تعتبر سكريات مختزلة، بالإضافة إلى بعض السكريات الثنائية (مثل المالتوز واللاكتوز) والسكريات القليلة التعدد والسكريات المتعددة. يمكن تقسيم السكريات الأحادية إلى مجموعتين:
- السكريات الألدهيدية التي لها مجموعة الألدهيد.
- السكريات الكيتونية التي لها مجموعة الكيتون.

يجب أن تخضع السكريات الكيتونية أولاً لعملية التاوتمرة (tautomerization)لتصبح بذلك سكريات ألدهيدية قبل أن تتمكن من العمل كسكريات مختزلة. السكريات الأحادية العامة، مثل الجلكوز والفركتوز والجلاكتوز جميعها سكريات مختزلة.
تتكون السكريات الثنائية من سكرييان أحادييان ويمكن تصنيفها على أنها إما مختزلة أو غير مختزلة:
يكون لدى السكريات الثنائية الغير مختزلة، مثل السكروز والتريهالوز، روابط غليكوسيدية بين المصاوغ الكربونيلية، وبالتالي لا يمكنها التحول إلى شكل مفتوح-السلسلة مع مجموعة الألدهيد؛ أي أنها تكون عالقة في الشكل الدوري.
في المقابل، تكون الروابط الغليكوسيدية في السكريات الثنائية المختزلة، مثل الاكتوز والمالتوز، مرتبطة بواحد فقط من المصاوغ الكربونيلية، وبالتالي فإن بامكانها التحول إلى شكل مفتوح-السلسلة مع مجموعة الألدهيد؛ أي أنها تكون غير عالقة في الشكل الدوري.